# 昭和医科大学病院

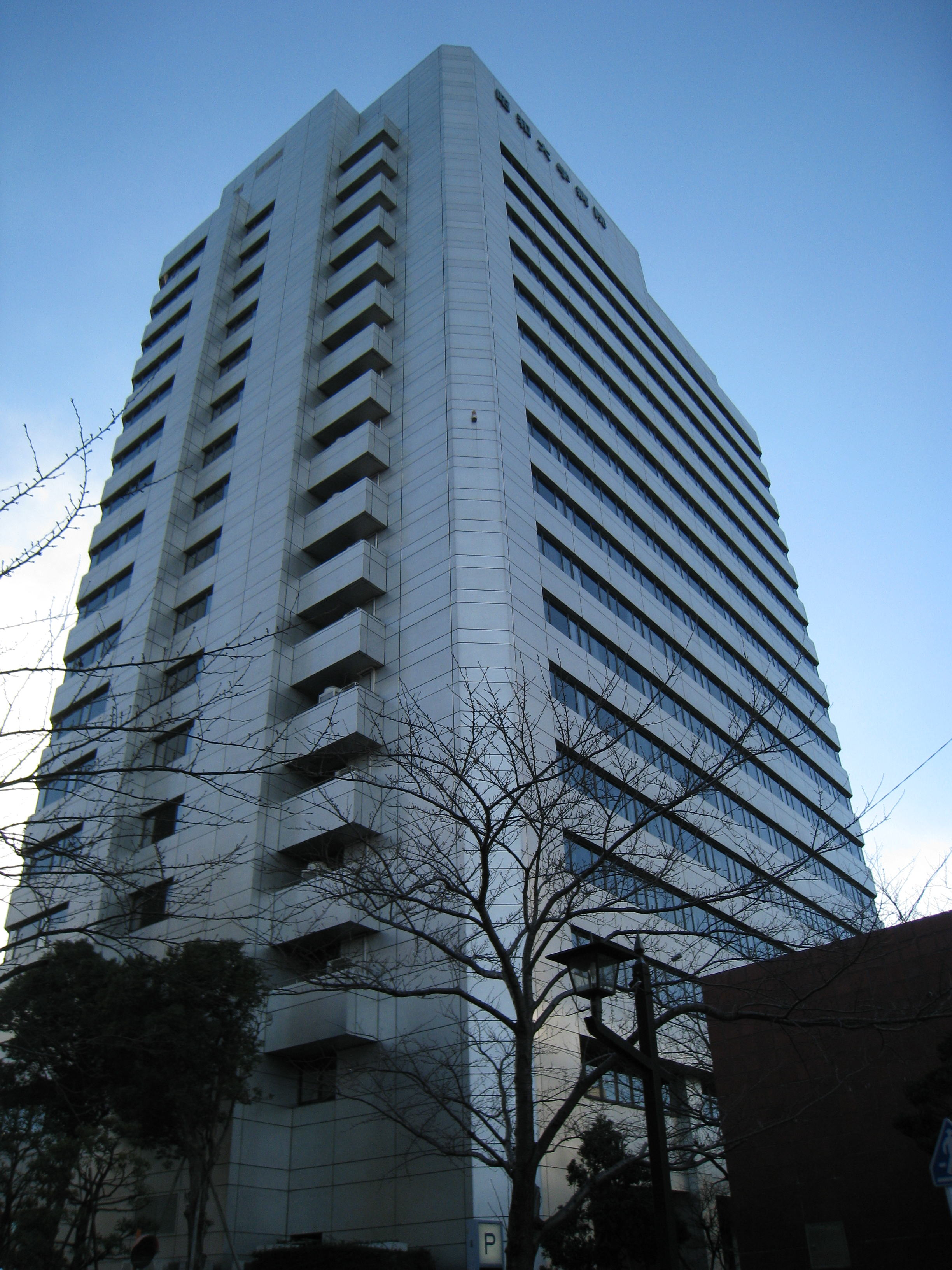
入院棟

昭和医科大学病院（しょうわいかだいがくびょういん）は、東京都品川区旗の台にある医療機関。昭和医科大学が設置している8つの附属病院の一つで代表格的な病院である。

## 概要
8つある昭和医科大学附属病院の中の本院である。
建物は中央棟・入院棟・東病院に分かれる。中央棟には診察室・検査室・手術室・処置室等および救急部門、医局、職員施設、管理・事務部門、病棟が入る。入院棟には病棟部門の大部分が、中原街道（都道2号）を隔てた東病院には、リウマチ・膠原病内科、脳神経内科、精神神経科、整形外科、眼科、麻酔科（ペインクリニック）、睡眠医療センター、手術室、病棟が入る。東病院は事実上は昭和医科大学病院本院の東棟の位置付けであるが、幹線道路である中原街道をはさみ一定の距離があるので法律の要請で別病院となっている。

## 沿革
1928年、昭和医学専門学校の設置と同時に建設が行われ、1928年3月5日に落成。昭和医学専門学校附属医院として同年5月15日に開院した。

### 年表
- 1928年 - 財団法人昭和医学専門学校を設立し、昭和医学専門学校設置。講堂および附属医院竣工。初代院長は昭和医専創立者の上條秀介。
- 1938年5月14日 - 外来診療棟建設
- 1945年7月15日 - 日本医療団と委託経営契約締結（病院の経営権を団に委譲、契約は4月1日に遡及して効力発生）。
- 1946年 − 学校法人昭和医科大学設置認可（現在の昭和医科大学〈2代〉）昭和医科大学病院に名称変更
- 1948年2月29日 - 日本医療団との契約解除
- 1949年8月24日 - 立会川の氾濫により地階浸水。変電室等被害。電気は9月1日に完全復旧
- 1954年6月1日 - 伝染病床を一般病床に転換
- 1957年9月5日 - 総合病院の名称使用許可、昭和医科大学病院に名称変更
- 1964年4月1日 - 昭和大学病院に名称変更（薬学部設置のため）
- 1968年7月19日 - 結核病床を廃止、一般病床806床になる
- 1980年 - 昭和大学病院入院棟竣工。地上17階地下3階建（高さ77m）の入院棟竣工
- 1987年-  昭和大学病院東棟竣工（現在の昭和医科大学病院附属東病院）
- 1994年 - 特定機能病院の承認
- 1996年 - エイズ治療拠点病院に指定。東京都災害拠点病院に指定
- 1997年 - 昭和大学病院中央棟竣工
- 1999年 - 昭和大学病院附属東病院開院。東京都救命救急センターに指定。院内学級（さいかち学級）設置。日本医療機能評価機構による病院機能評価の認定（Ver.3.0）
- 2003年 - DPC（診断群分類に基づく入院医療の包括評価）対象病院に認定。東京都総合周産期母子医療センターに指定
- 2004年 - 日本医療機能評価機構による病院機能評価 更新認定（Ver.4.0）
- 2006年 - 7対1入院基本料届出。 女性相談外来開設
- 2007年 - 聴覚障害者の外来開設
- 2008年 - 東京都認定がん診療病院に指定
- 2009年 - 東京都母体救命対応総合周産期母子医療センターとして指定。日本医療機能評価機構による病院機能評価の更新審査認定（Ver.6.0）
- 2010年 - 東京都地域がん診療連携拠点病院に指定。ブレストセンターの開設
- 2011年 - 臓器別のセンターの新設。総合診療部の新設
- 2012年 - DMATカーの配備。卒後臨床研修評価機構による臨床研修評価認定
- 2013年 - 内視鏡下手術支援ロボット「ダヴィンチ」導入。内視鏡センター改修工事
- 2014年 - 日本医療機能評価機構による病院機能評価の更新審査認定（3rd:Ver.1.0）。日本医療機能評価機構による付加機能（救急医療機能）の認定（Ver.2）。卒後臨床研修評価機構による臨床研修評価の更新認定。頭頸部腫瘍センターの開設。優良防火対象物の認定。
- 2015年 - ハイブリッド手術室の新設
- 2017年 - 小児循環器・成人先天性心疾患センターの開設。電子カルテシステム稼働
- 2018年 - 入院棟10階に無菌室を増床。遠隔集中治療患者管理プログラム（eICU）の稼働開始。東京都アレルギー疾患医療専門病院（内科・小児科）に指定。卒後臨床研修評価機構による臨床研修評価の更新認定
- 2019年 - 放射線治療センターの開設
- 2020年 - 腎移植センターの開設。がんゲノム医療連携病院に指定。中央棟5階にICU・CCUの新設。食道がんセンターの開設
- 2021年 - がんゲノム医療センターの開設。入院棟2階にICU・CCU・SCUの新設。先端がん治療研究臨床センターの開設。日本医療機能評価機構による病院機能評価の更新審査認定（3rd:Ver.2.0）
- 2022年 - 卒後臨床研修評価機構による臨床研修評価の更新認定
- 2025年4月1日 - 大学名の変更に伴い昭和医科大学病院に名称変更。

## 診療科
- 呼吸器・アレルギー内科
- リウマチ・膠原病内科
- 糖尿病・代謝・内分泌内科
- 腎臓内科
- 消化器内科
- 血液内科
- 脳神経内科
- 循環器内科
- 腫瘍内科
- 感染症内科
- 救急診療科
- 感染症内科
- 緩和医療科
- 呼吸器外科
- 心臓血管外科
- 小児心臓血管外科
- 消化器・一般外科
- 乳腺外科
- 食道外科
- 小児外科
- 脳神経外科
- 整形外科
- リハビリテーション科
- 形成外科
- 産婦人科
- 皮膚科
- 小児科
- 小児循環器内科
- 眼科
- 耳鼻咽喉科
- 泌尿器科
- 放射線科
- 放射線治療科
- 麻酔科
- 精神・神経科
- 臨床病理診断科
- 救命救急科
- 東洋医学科
- 集中治療科
- 総合診療科
- 歯科
- 口腔外科

## 病院機能区分
- 特定機能病院
- 東京都災害拠点病院
- 救命救急センター
- DMAT指定医療機関
- 臨床研修指定病院
- エイズ治療拠点病院
- 総合周産期母子医療センター
- がん診療連携拠点病院
- 難病医療拠点病院

## 交通アクセス
- 東急電鉄大井町線・池上線旗の台駅下車徒歩5分

## 関連人物
- 有賀徹 - 元病院長

## 不祥事・医療ミス・医療事故
- 2019年12月末 - 12月末、患者の個人情報の一部を含む、消化器・一般外科所有のノートパソコンと外付けハードディスクを紛失。警察に遺失物届。また、監督官庁である関東信越厚生局と東京都福祉保健局へ報告した。（流出件数は最大1,300件、流失した個人情報は患者氏名、患者（診察券）番号、性別、年齢、病名、手術内容等）[1]